# Hymeniacidon perlevis
Hymeniacidon perlevis är en svampdjursart som först beskrevs av George Montagu 1814. Hymeniacidon perlevis ingår i släktet Hymeniacidon och familjen Halichondriidae. Inga underarter finns listade i Catalogue of Life.